# Lan Ma
Lan Ma (蓝马S, Lán MǎP; Pechino, 16 agosto 1915 – 30 luglio 1976) è stato un attore cinese.
In occasione del centenario della nascita dell'industria cinematografica in Cina nel 2005, la China Film Performance Art Academy lo ha inserito nella lista dei "100 migliori attori in 100 anni di cinema cinese".